# Ида от Херцфелд
Ида от Херцфелд (на немски: Ida von Herzfeld, Heilige Ida; * 770/775; † 4 септември 825) е християнска Светица, роднина на Карл Велики.

## Биография
Ида е вероятно дъщеря Карломан I (брат на Карл Велики) и съпругата му Герберга.
През 786 г. Ида се омъжва за Екберт (* 756; † сл. 811), граф на саксите, и заминава в имениео му във Вестфалия близо до днешен Оснабрюк. По пътя за там разпъва палатка на десния бряг на река Липе при Хирутвелдун (днес Херцфелд) и вечерта получава в съня си задача от един Ангел да построи църква на това място. Така тя става основателка на първата католическа община в Мюнстерланд. Пътуването става по време на 30-годишната война между сакси и франки. Ида покровителства тогава саксите.
През 811 г. съпругът ѝ умира и е погребан в южната страна на църквата. До гроба тя построява портик, в който живее след това и се моли. Два пъти на ден тя дава храна на нуждаещите се. Наричана е „Майка на бедните“.
Ида умира на 4 септември 825 г. Портикът с нейния гроб става първото място за поклонение и молитви на Вестфалия (в диоцеза Мюнстер). Особено ѝ се покланят бременните. След 155 години на 26 ноември 980 г. владиката Додо от Мюнстер полага костите на Ида в олтара и тя става светица. Саркофагът и остатъци от старата църква се виждат в новата църква „St. Ida Herzfeld“.

## Деца
Ида и Екберт имат четири деца:
- Кобо Старши (* 800), граф във Вестфалия (825 – 850)
- Варин, игумен на Корвей
- Ида Младша, втора съпруга на граф Азиг (Езико) от 839 и 842 в сакския Хесенгау и дава името на Езиконите
- вероятно и на Адила, омъжена за Буничо и след смъртта му игуменка в Херфорд